# Jan Pamuła (ekonomista)
Jan Pamuła (ur. 24 czerwca 1951 w Bielsku-Białej) – polski polityk, ekonomista i menedżer, poseł na Sejm I kadencji.

## Życiorys
Ukończył w 1974 studia na Wydziale Ekonomiki Obrotu Akademii Ekonomicznej w Krakowie. Uzyskał następnie stopień doktora nauk ekonomicznych.
W latach 90. był prezesem zarządu krakowskiej izby rzemieślniczej i wiceprezesem zarządu Banku Przemysłowo-Handlowego.
W okresie PRL działał w Stronnictwie Demokratycznym, z którego odszedł wraz z tzw. grupą Tadeusza Bienia. Od 1991 do 1993 z ramienia Kongresu Liberalno-Demokratycznego sprawował mandat posła na Sejm z okręgu bielskiego. Przewodniczył klubowi parlamentarnemu KLD (przez krótki okres w 1992), a następnie współtworzonemu przez tę partię klubowi Polski Program Liberalny. Pełnił funkcję przewodniczącego sejmowej Komisji Handlu i Usług. Po odejściu z parlamentu należał od 1994 do Unii Wolności, sprawując funkcję wiceprzewodniczącego rady regionalnej w Krakowie, a w 2001 poparł powstanie Platformy Obywatelskiej.
W 1996 został tymczasowo aresztowany, prokurator przedstawił mu zarzuty płatnej protekcji i przyjęcia łapówki. Proces karny rozpoczął się w 2003, ostatecznie Jan Pamuła został w 2008 prawomocnie uniewinniony. W 2011 w odrębnym postępowaniu jego tymczasowe aresztowanie zostało uznane za niesłuszne.
W 2008 wygrał konkurs na stanowisko prezesa portu lotniczego Kraków-Balice. Pełnił tę funkcję do 2016. W latach 2017–2018 był prezesem zarządu Małopolskiej Agencji Rozwoju Regionalnego. W 2019 został powołany na stanowisko prezesa zarządu Agencji Rozwoju Miasta Inwestycje, przekształconej następnie w Agencję Rozwoju Miasta Krakowa.